# ミックジャパン
株式会社mik japanは、大阪府大阪市に本社を置き、ドラッグストア運営、通信販売、健康食品の製造販売などを行っている企業である。

## 概要
ドラッグストアの「ドラッグミック」運営が中心事業で、大阪市から東西の方面に展開している。旧社名はエム・アイ・ケーであり、店名のミックから現在の社名とした。ちなみにＭはMOVE（動く）、Ｉはimprove（成長）、Ｋはkeep（継続）を表す。経営理念は「101％お客様目線で、心あるサービスをお届けする。」としている。
コンビニエンスストアのローソンと合同で「ローソン＋ドラッグミック」の店舗を展開している他、リハビリデイサービスの「ミック健康の森」やリハビリデイサービスで培ったノウハウを活かしたフィットネスジム「ACTiVE45」と様々な事業を展開している。
2021年からは調剤薬局併設の店舗「ミック薬局」の運営を開始。
株式会社トーカイの連結子会社である株式会社たんぽぽ薬局がミックジャパンのリハビリデイサービス事業及びドラッグストア事業を譲受。新設会社である株式会社mik japanが各種事業を継承し、2024年7月に同社の株式をたんぽぽ薬局が取得した。

## 店舗
76店舗
- ドラッグストア  直営店11店舗　FC9店舗

- 調剤薬局  直営店3店舗　関連子会社3店舗
- CVS併設ドラッグストア　5店舗

- 通所介護施設　37施設  【関東エリア】  東京都：4店舗  埼玉県：2店舗  千葉県：7店舗  【関西エリア】  大阪府：7店舗  兵庫県：1店舗  【九州エリア】  福岡県：11店舗  佐賀県：1店舗  宮崎県：1店舗  【東北エリア】  福島県：1店舗  宮城県：2店舗
- 居宅介護支援事業所　3店舗

- フィットネス  大阪府：1店舗 グループ会社　関連子会社2社

## 事業所
本社
大阪府大阪市旭区千林2-11-24 MIK千林ビル3F